# Marcha (música)

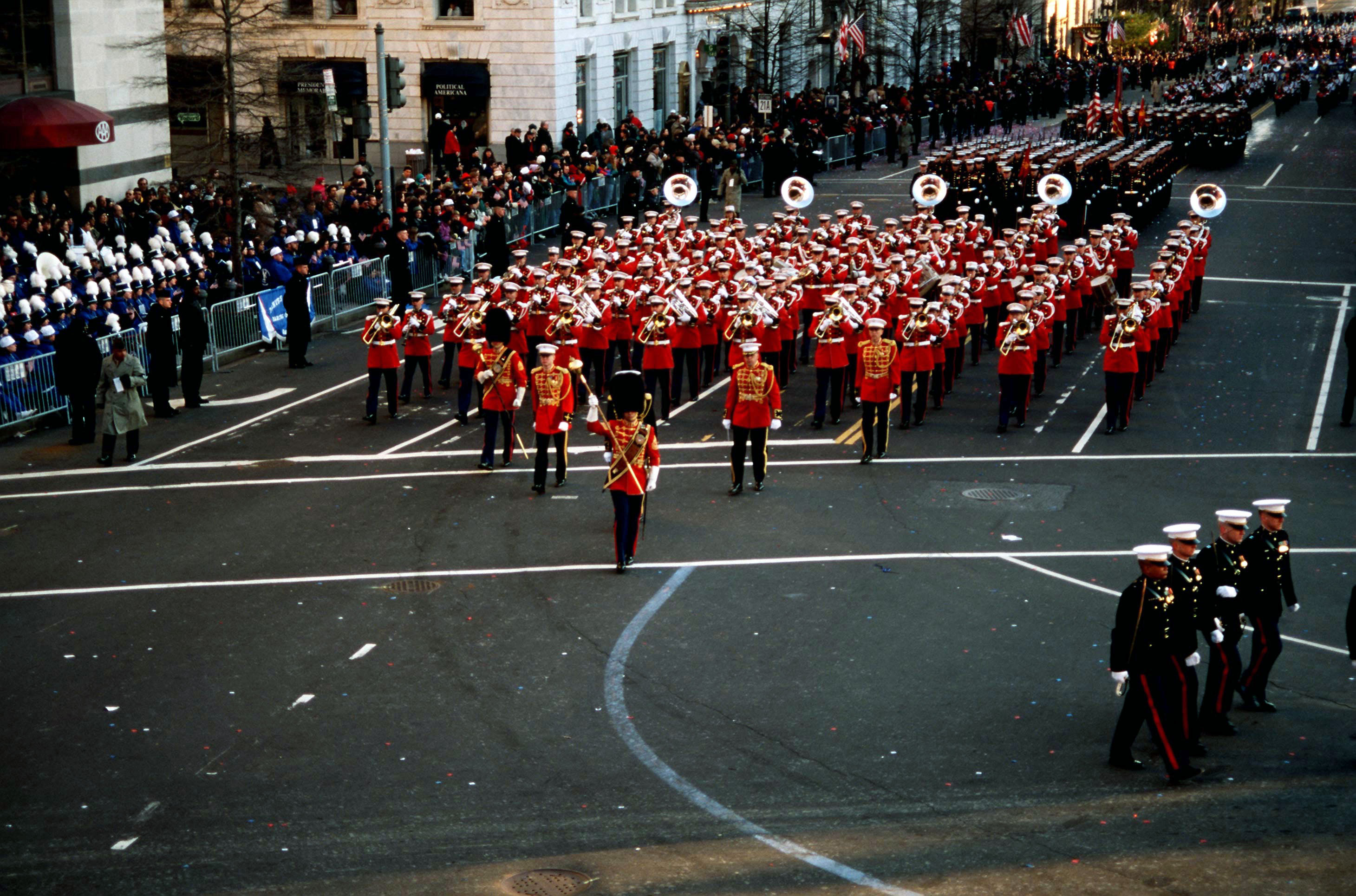
Parada de bandas militares numa rua de Washington

Marcha, como estilo musical, é uma peça de música escrita originalmente para marchar e frequentemente executada por uma banda militar. Desta forma, marchas compreendem desde a marcha fúnebre de Wagner e de Chopin, até as marchas militares de John Philip Sousa e de Edward Elgar e os hinos marciais do final do Século XIX.

## Descrição
A marcha é mais comumente escrita em compasso 4/4, 2/2 (alla breve) e 6/8; contudo, as marchas modernas geralmente são  escritas em compasso 2/4 (apesar de isso nem sempre ser considerado padrão). As marchas modernas possuem cerca de 120 batidas por minutos (marcha com padrão de tempo "napoleônico"), porém muitas marchas fúnebres apresentam o "padrão romano" de 60 batidas por minuto.